# 정달헌
정달헌은 조선공산당 당원이다. 함경남도 홍원 출신으로 이병립과 같은 연희전문 학생이었다. 북청 인근지역인 홍원은 호랑이가 출몰해 기사가 날 정도로 오지였다. 이병립과 마찬가지로 고려공청 책임비서였던 권오설에 의해 조선공산당에 입당했다. 이병립과 정달헌은 머리가 비상하고 조직장악력이 뛰어나다는 평을 들었다. 고려공청이 6·10 만세운동을 준비하는 과정에서 조선학생과학연구회를 주도하고 있던 인물들을 영입한 것이다.